# Гроссман, Юрий Миронович
Юрий Миронович Гроссман (5 декабря 1919, Андижан, Туркестанская АССР — 8 ноября 2003, Нью-Йорк, Нью-Йорк или Ньюарк, Нью-Джерси) — советский историк и архивист, доктор исторических наук (1968), профессор (1971), писатель, участник Великой Отечественной войны.

## Биография
Родился 5 декабря 1919 года в Андижане, Туркестанская АССР, РСФСР (ныне — Узбекистан), в семье комиссара Красной армии.
В 1938 году окончил среднюю школу в Москве, в 1942 году — Московский историко-архивный институт. Научную работу начинал научным сотрудником и и. о. директора в Центральном государственном архиве НКВД Киргизской ССР. В том же году мобилизован в ряды РККА. Последнее место службы: 125 сп 6 сд. Награждён медалью «За боевые заслуги» (30.04.1975), орденом Отечественной войны I степени (06.04.1985). Инвалид.
C 1946 по 1953 год научный сотрудник, затем старший научный сотрудник Центрального государственного исторического архива Украинской ССР (Львов), в годы работы в архиве защитил кандидатскую диссертацию, работал в Дрогобычском педагогическом институте в 1949—1952 годах и Львовском университете с февраля 1950 года (первоначально на кафедре истории государства и права, с осени 1953 года на кафедре истории древнего мира и Средних веков). С 1954 года доцент, с 1970 года профессор. С именем Гроссмана связано возрождение архивистики как научной дисциплины на историческом факультете университета. Некоторое время был самым молодым доктором наук на факультете, пользовался уважением студентов, материал излагал в повествовательной манере, но всегда с подробным методологическим обоснованием.
С 1971 до 1989 года заведующий кафедрой истории древнего мира и Средних веков, с 1989 года профессор этой же кафедры.
В 1991 году после выхода на пенсию эмигрировал в США. Умер в 2003 году в Ньюарке.
Сочинения:
- Кандидатская диссертация: Экономическое положение королевских крестьян русского и белзского воеводств в первой половине XVII века, Львов, 1949, — 332 с.
- Докторская диссертация: Аграрные отношения в Русском и Белзском воеводствах Речи Посполитой. (Вторая половина XVI — первая половина XVII вв.), Львов, 1968—1265 с. : ил.
- Справочник научного работника [Текст] : Арх., документы, исследователь / Авт.-сост. Ю. М. Гроссман, В. Н. Кутик. — Львов : Вища школа : Изд-во при Львов. ун-те, 1979. — 335 с.; 22 см.
- Справочник научного работника : Архивы, документы, исследователь / Авт.-сост. Ю. М. Гроссман, В. Н. Кутик. — 2-е изд., перераб. и доп. — Львов : Вища шк. : Изд-во при Львов. ун-те, 1983. — 499 с.; 20 см.

Автор воспоминаний:
- Юрий Гроссман. Пережитое и передуманное. Записки для друзей. (Нью-Йорк: Издательство Слово — Word, 1994).